# Ripple
Ripple — криптовалютная платформа для платёжных систем, ориентированная на операциях с обменом валют без возвратных платежей. Разработана компанией Ripple. Особенностью является консенсусный реестр (ledger). Система запущена в 2012 году. Протокол поддерживает «токены», представляющие фидуциарные деньги, криптовалюту, биржевые товары или другие объекты, такие как мили часто летающих пассажиров или минуты мобильной связи. По своей сути Ripple базируется на открытой разделённой базе данных, использует процесс согласования, что позволяет делать обмен в распределённом процессе. Внутренняя криптовалюта сети Ripple именуется XRP.
Сеть децентрализована и может работать без участия компании Ripple. По состоянию на конец 2017 года Ripple входит в первую десятку криптовалют по величине рыночной капитализации, вместе с Bitcoin, Ethereum и другими.
В ноябре-декабре 2017 года компания Ripple сообщила, что American Express и Santander намерены использовать протокол Ripple для платежей между США и Британией, а некоторые южнокорейские и японские банки — для проведения трансграничных платежей. Издание American Banker объясняет это тем, что «с точки зрения банков распределённые реестры, такие как система Ripple, имеют ряд преимуществ перед криптовалютами, такими как биткойн», в том числе по цене и безопасности.
В сентябре 2018 года команда Ripple объявила об интеграции технологии RippleNet в Национальный коммерческий банк, располагающийся в Саудовской Аравии и являющийся одним из крупнейших банков на Среднем Востоке.

## История

### Раннее развитие (2004—2012)
Предшественник платёжного протокола Ripple, именовавшийся Ripplepay, был впервые разработан в 2004 году Райаном Фуггером в Ванкувере. Фуггеру пришла в голову эта идея после знакомства с работой ванкуверского отделения торговой системы местного обмена. Его намерение состояло в том, чтобы позволить отдельным лицам и сообществам создавать свои собственные деньги. Первое воплощение этой системы, RipplePay.com, было запущено в 2005 году как финансовая услуга для обеспечения безопасных вариантов перевода средств для членов онлайн-сообщества через Интернет.
Это привело к идее новой системы, разработанной Джедом Маккалебом из eDonkey network, которая была спроектирована и построена Артуром Бритто и Дэвидом Шварцем. В мае 2011 года они приступили к разработке электронной платёжной системы, в которой транзакции были подтверждены консенсусом участников сети, а не майнингом, как в сети «Биткойн», основывающейся на блокчейне. Обновлённая версия системы Ripple отличалась от сложившейся экономической инфраструктуры биткойн отсутствием зависимости от онлайн-сервисов обмена. Кроме того Ripple использует меньше электроэнергии, чем биткойн, а сделки совершаются гораздо быстрее.
Крис Ларсен, который ранее основал компании по кредитованию E-Loan и Prosper, присоединился к команде в августе 2012 года и вместе с Маккалебом обратился к Райану Фуггеру с идеей криптовалюты. После обсуждения с наиболее давними участниками сообщества Ripple, Фуггер передал бразды правления. В сентябре 2012 года команда основала корпорацию OpenCoin, или OpenCoin Inc.

### OpenCoin и Ripple Labs (2012—2013)
OpenCoin начала разработку нового платёжного протокола, именуемого Ripple Transaction Protocol (RTXP), на основе концепции Райана Фуггера. Протокол Ripple обеспечивает мгновенный и прямой обмен между двумя сторонами. Планировалось, что с помощью протокола возможно будет обойти комиссионные сборы и задержки по времени, характерные для традиционных банковских систем, и наладить обмен любых валют и товаров. Для поддержания безопасности Ripple полагается на общий реестр, который «управляется сетью независимых проверочных серверов, которые постоянно сравнивают свои записи транзакций». Сервера могут принадлежать кому угодно, в том числе банкам и маркет-мейкерам, однако для допуска в систему они должны быть одобрены Ripple Labs. Компания также создала свою собственную криптовалюту (XRP), и по аналогии с bitcoin, использует её, чтобы обеспечить финансовым институтам возможность транзакций с незначительной комиссией и коротким временем ожидания.
В числе первых инвесторов OpenCoin были Андрессен Горовиц и Google Ventures. По состоянию на 1 июля 2013 года, XRP Fund II, LLC (сейчас называется просто XRP II) был зарегистрирован как дочерняя компания OpenCoin со штаб-квартирой в Южной Каролине.
В рамках протокола Ripple был создан «биткойн-мост», позволяющий пользователям Ripple отправлять платёж в любой валюте непосредственно на биткойн-адрес.
26 сентября 2013 года OpenCoin Inc. изменила своё название на Ripple Labs Inc., где Крис Ларсен остался Генеральным директором. В тот же день эталонный сервер и клиент Ripple стал свободным программным обеспечением под лицензией ISC. Ripple Labs продолжал участвовать как основной поставщик кода к системе контроля консенсуса под Ripple, которая может быть «встроена в существующие банковские сети». В октябре 2013 года в прессе сотрудничество Ripple с компанией ZipZap было названо угрозой для Western Union.

### Сосредоточение на банковском рынке (2014—2019)
К 2014 году Ripple Labs была вовлечена в несколько проектов, например клиентское приложение для iPhone, которое позволяет пользователям децентрализованно, без обращения в банк, делать валютные платежи через свой телефон. Это клиентское приложение более не существует. В июле 2014 года Ripple Labs предложил Codius — проект по разработке новой системы умных контрактов, без привязки к конкретным языкам программирования, с помощью которых зарабатывание криптовалют стало доступным. Это криптографическое моделирование, информационный бизнес, виртуальные студии и сети, а также сотрудничество на основе виртуальных лицензий полученных в криптопрограмме.
Начиная с 2013 года протокол принимает всё новые финансовые учреждения чтобы «[предложить] альтернативный вариант денежного перевода» для потребителей. Первым банком, использовавшим Ripple, стал Fidor Bank в Мюнхене, который объявил о партнёрстве в начале 2014 года. В сентябре того же года Cross River Bank, расположенный в Нью-Джерси, и CBW Bank, расположенный в Канзасе, объявили, что они будут использовать протокол Ripple. В декабре Ripple Labs начал работать со службой платежей Earthport, работающей в 65 странах. Клиентами системы Earthport являются в том числе банки, такие как Bank of America и банк HSBC. Это партнёрство стало первым сетевым использованием протокола Ripple.
В феврале 2015 года Fidor Bank объявил о намерении использовать протокол Ripple для реализации сети международных переводов в реальном времени. В конце апреля 2015 года было объявлено, что Western Union планирует «экспериментировать» с Ripple. В конце мая 2015 года Австралийский банк Содружества объявил, что он будет экспериментировать с Ripple для внутрибанковских переводов.
5 мая 2015 года FinCEN оштрафовал Ripple Labs и XRP II на 700 000 долларов за нарушение закона о банковской тайне, основываясь на дополнении в закон Financial Crimes Enforcement Network от 2013 года. Ripple Labs принял меры к исправлению положения, и заключил соглашение, позволяющее вести XRP- и «Ripple Trade»-деятельность только через зарегистрированные учреждения, оказывающие финансовые услуги (MSB). Усовершенствование не изменило сам протокол, а добавило мониторинг транзакций AML в сети и улучшило анализ транзакций.
В 2015 и 2016 годы компания Ripple открыла офисы в Сиднее (в апреле 2015 года), в Лондоне (в марте 2016 года), а затем в Люксембурге (в июне 2016 года). Многие компании объявили об экспериментировании и интеграции с Ripple.
Интеграции:
- Accenture[51]
- Akbank[52]
- ATB Financial[53]
- Axis Bank[52]
- Banco Bilbao Vizcaya Argentaria (BBVA)[52]
- BMO Financial Group[54]
- Cambridge Global Payments[52]
- Canadian Imperial Bank of Commerce (CIBC)[53]
- CBW Bank[3]
- CGI Group[55]
- Cross River Bank[3]
- Davis + Henderson (D+H)[56]
- Deloitte[57]
- Earthport[42]
- Expertus[58]
- eZforex[52]
- Fidor Bank[41]
- Mitsubishi UFJ Financial Group (MUFG)[52]
- Mizuho Financial Group (MHFG)[54]
- National Australia Bank (NAB)[54]
- National Bank of Abu Dhabi (NBAD)[53]
- ReiseBank[53]
- Santander[59]
- SBI Holdings[60]
- SBI Remit[52]
- Shanghai Huarui Bank[54]
- Siam Commercial Bank[54]
- Skandinaviska Enskilda Banken AB (SEB)[52]
- Standard Chartered[54]
- Star One Credit Union[52]
- Tas Group[61]
- Temenos Group[57]
- UBS[53]
- UniCredit Group[53]
- Volante Technologies[62]
- Yantra Financial Technologies[63]
- Yes Bank[52]

Экспериментирование:
- Aeon Bank
- Aomori Bank
- Ashikaga Bank
- Australia and New Zealand Banking Group (ANZ)[65]
- Awa Bank
- Bank of England[66]
- Bank of the Ryukyus
- Bank of Yokohama
- Chiba Bank
- Chugoku Bank
- Commonwealth Bank of Australia[44]
- Daiwa Next Bank
- DBS Group Holdings[67]
- Fukui Bank
- Gunma Bank
- Hachijuni Bank
- Hiroshima Bank
- Hokuriku Bank
- Hyakugo Bank
- Iyo Bank
- Juroku Bank
- Keiyo Bank
- Michinoku Bank
- Mizuho Financial Group
- Musashino Bank
- Nishi-Nippon City Bank
- North Pacific Bank
- Oita Bank
- Orix Bank Corporation
- Resona Bank
- Royal Bank of Canada[68]
- Royal Bank of Scotland[69]
- San-in Godo Bank
- SAP[70]
- SBI Sumishin Net Bank
- Senshu Ikeda Bank
- Seven Bank
- Shimizu Bank
- Shinkin Central Bank
- Shinsei Bank
- Sikoku Bank
- Sony Bank
- Sumitomo Mitsui Trust Bank
- Suruga Bank
- The 77 Bank
- The Daishi Bank
- The Nomura Trust & Banking Co.
- Tochigi Bank
- Toho Bank
- Tokyo Star Bank
- Tsukuba Bank
- Western Union[34]
- Westpac Banking Corp[65]
- Yachiyo Bank
- Yamagata Bank
- Yamaguchi Bank

13 июня 2016 года Ripple получил BitLicense от отдела финансовых услуг штата Нью-Йорк, что делает её четвёртой компанией с такой лицензией.
19 августа 2016 года SBI Ripple Asia объявила о создании японского консорциума банков в новой сети, которая будет использовать технологию Ripple для платежей и расчётов. Консорциум был официально запущен 25 октября 2016 года с 42 банками-участниками. Ожидалось, что число финансовых учреждений, возрастёт после запуска.
23 сентября 2016 года Ripple объявил о создании первой межбанковской группы международных платежей на основе распределённых финансовых технологий. По состоянию на апрель 2017 года, члены сети, известной как Управляющая глобальная группа платежей (GPSG): Merrill Lynch, Canadian Imperial Bank of Commerce, Mitsubishi UFJ Financial Group, Royal Bank of Canada, Grupo Santander, Standard Chartered, UniCredit и Westpac Banking Corporation. Группа будет «курировать создание и поддержание правил платёжных транзакций Ripple, формализованные стандарты деятельности с использованием Ripple и другие меры, направленные на реализацию платёжных возможностей Ripple».
В сентябре 2017 года компания открыла офисы в Мумбаи и Сингапуре.
2020: Ripple уже заявляла о своих планах покинуть США, и одно из потенциальных направлений, куда компания может переехать, — страны Азии и Европы; кроме того, генеральный директор криптопроекта Брэд Гарлингхаус называл Японию, Сингапур и Великобританию предпочтительными юрисдикциями, дружественными криптовалютам.

## Концепция
Ripple описывает протоколы с открытым исходным кодом как «базовая технология инфраструктуры для проведения межбанковских операций — нейтральная утилита для финансовых институтов и систем». Данный протокол позволяет финансовым компаниям встроить протоколы Ripple в свои системы. В настоящее время, Ripple требует двух обязательных дополнительных участников для обеспечения возможности транзакций: во-первых, финансовое учреждение, которое «держит деньги и выдаёт остатки по поручению клиентов»; во-вторых, «маркет-мейкер» (например, хедж-фонд или валютный Trading Desk), предоставляющий ликвидность для соответствующего актива. По своей сути, Ripple определяется по общей, публичной базе данных или реестр, который имеет своё содержание, принятое на основе консенсуса. В дополнение к балансу, реестр содержит информацию о предложениях на покупку или продажу валют и активов, создавая первый распределённый обмен. Процесс консенсуса позволяет производить платежи, обмен и переводу денежных средств в распределённой процесс. согласно CGAP в 2015 году, «Ripple сделал для платежей то, что SMTP сделал для электронной почты, позволив системам различных финансовых институтов общаться непосредственно».
В Ripple пользователи осуществляют платежи между собой с помощью криптографически подписанных сделок, номинированных в фиатной валюте или внутренней криптовалюте Ripple (XRP). Для номинированных в XRP сделок Ripple могут использовать внутренний реестр, а для платежей, выраженных в других активах, реестр Ripple лишь записывает суммы задолженности с активами, представленными в качестве долговых обязательств. Первоначально Ripple только вёл записи в своём реестре и не имел никаких реальных правоприменительных полномочий; требовалось доверие. Однако Ripple теперь интегрирован с различными протоколами проверки пользователя и банковских услуг. Пользователи должны указать других пользователей, которым они доверяют и на какую сумму. Когда не-XRP платёж осуществляется между двумя пользователями, которые доверяют друг другу, баланс взаимных кредитных линий корректируется, с учётом лимитов, установленных каждым пользователем. Для того, чтобы отправить активы между пользователями, которые не имеют прямого доверительного отношения, система пытается найти путь между двумя пользователями, такой, что каждое звено пути между двумя пользователями, имеет доверительные отношения. Все балансы по пути регулируются одновременно и атомарно. Этот механизм принятия платежей через сеть надёжных партнёров называется «rippling». Он имеет сходство со старой системой Хавала.

## Особенности конструкции

### Шлюзы
Шлюз (gateway) — это любой человек или организация, которая даёт пользователям возможность вкладывать деньги и брать деньги из пула ликвидности Ripple. Шлюз принимает валютные депозиты от пользователей и выдаёт остатки на распределённый реестр Ripple. Кроме того, шлюзом выкупают остатки по реестру, которые держат, когда валюта изъята. На практике, шлюзы похожи на банки, но их объединяет один глобальный регистр, известный как протокол Ripple, а также ID и ИНН. В зависимости от типа и степени взаимодействия пользователя со шлюзом, шлюз может иметь политики антиотмывания денег (AML) или знай своего клиента (KYC), требующие проверки идентификации, адреса, национальности и т. д. для предотвращения преступной деятельности. Популярные шлюзы состоянию на 2017 год: Bitstamp, Gatehub, Ripple Fox, Tokyo JPY, Mr. Ripple, RippleChina и The Rock Trading.

#### Трастлайны и рипплинг
Пользователи должны «расширить доверие» к шлюзу Ripple, который держит свой депозит. Это руководство по созданию процедуры trustline показывает сети Ripple, что пользователь комфортно с риском контрагента шлюза. Кроме того, пользователь должен ввести количественное ограничение на это доверие и создавать аналогичные ограничения для каждой валюты на депозит в этом шлюзе. Например, если пользователь вносит $50 и 2.00 BTC в The Rock Trading, пользователь должен будет предоставить доверие, по крайней мере, в обеих валютах шлюзу, чтобы денежные средства были доступны в сети Ripple. Когда пользователь разрешил несколько шлюзов в той же валюте, есть дополнительный параметр, чтобы разрешить «rippling», который подвергает пользователя баланс этой валюте на переключатель (или ripple) между шлюзами. Хотя их общий баланс не изменится, пользователи получат небольшую плату за транзит для обеспечения интер-шлюза ликвидности.

#### Кредитоспособности
Аналогичные причинам в свободной банковской эре в США, стоимость валюты может значительно различаться в зависимости от шлюза кредитоспособности. Некоммерческая торговая ассоциация, Международная рипловская бизнес ассоциация (IRBA), предусматривает единые процедуры и стандарты раскрытия шлюзов. На июнь 2015 года пятнадцать предприятий достигли или превысили стандарты IRBA.

### Консенсусный реестр
Ripple зависит от общего децентрализованного реестра, которым является распределённая база данных о всех счетах Ripple. Сеть «управляет сетью независимых проверочных серверов, которые постоянно сравнивают свои записи транзакций». Сервера могут принадлежать кому угодно, в том числе банкам и маркет-мейкерам. Хотя протокол Ripple является свободным, Ripple Labs продолжает развивать и продвигать протокол Ripple, который подтверждает финансовые операции через сеть распределённых серверов. Ripple Labs в настоящее время оказывает содействие банкам в интеграции с сетью Ripple. Новый реестр создаётся каждые несколько секунд, и последний закрытый реестр — это идеальная запись всех учётных записей Ripple как определённый сетью серверов. Транзакция — это любое предлагаемое изменение в реестр и может быть внедрена любым сервером в сеть. Серверы пытаются прийти к консенсусу относительно набора транзакций, применяемых к регистру, создавая новый «последний закрытый реестр».
Процесс согласования распределён, и цель консенсуса заключается в том, чтобы каждый сервер применял один и тот же набор транзакций к текущему реестру. Серверы непрерывно получают транзакции с других серверов в сети, и сервер определяет, какие транзакции должны применяться, основываясь на том, происходит ли транзакция из указанного узла в «уникальном списке узлов» или UNL. Транзакции, которые согласуются с квалифицированным большинством пиров, считаются подтверждёнными. Если квалифицированное большинство не находится в консенсусе, «это означает, что объём транзакции слишком велик или сетевое время ожидания слишком велико для консенсусного процесса чтобы создать согласованные предложения», тогда узлами вновь начинается процесс поиска консенсуса. Каждый раунд консенсуса уменьшает разногласия до тех пор, пока не будет достигнуто квалифицированное большинство. Предполагаемый результат этого процесса состоит в том, что оспариваемые транзакции отбрасываются из предложений, в то время как широко распространённые транзакции включаются. Хотя пользователи могут собирать свои собственные узлы UNL и иметь полный контроль над теми узлами, которым они доверяют, Ripple Labs признаёт, что большинство людей будет использовать UNL по умолчанию, предоставленный их клиентом.

#### Безопасность реестра
В начале 2014 года конкурирующая компания под названием Stellar Foundation пережила крах сети. Компания вызвала Дэвида Мазиерса, главного научного сотрудника Stellar и руководителя безопасной вычислительной группы Стэнфордского университета, для проведения обзора системы консенсуса Stellar, которая была схожа с аналогичной в Ripple. Мазиерс заявил, что система Stellar вряд ли будет безопасна при работе с «более чем одним проверяющим узлом», заявляя, что когда консенсус не достигнут, возникает вилка реестра с частями сети, несогласными с принятыми транзакциями. Stellar Foundation впоследствии утверждал, что существовали «врождённые недостатки» в самом процессе консенсуса, утверждение, которое, согласно «Finance Magnates», «Ripple категорически отрицал». Главный криптограф Ripple Labs Дэвид Шварц оспорил выводы Mazieres и заявил, что Stellar неправильно внедряет систему консенсуса, поскольку «протокол обеспечивает безопасность и отказоустойчивость при условии правильной настройки валидаторов». Далее компания писала, что после изучения информации Stellar они пришли к выводу, «что нет угрозы продолжению работы сети Ripple».

### Использование в качестве межвалютной платёжной системы
Ripple позволяет пользователям или предприятиям проводить межвалютные транзакции за 3-5 секунд. Все учётные записи и транзакции являются криптографически безопасными и проверены алгоритмически. Платежи могут быть разрешены только владельцем счёта, и все платежи обрабатываются автоматически, без каких-либо третьих сторон или посредников. Ripple мгновенно проверяет баланс и учётные записи для передачи платежей и отправляет уведомление об оплате с минимальной задержкой (в течение нескольких секунд). Платежи являются необратимыми, и нет никаких возвратов платежей. XRP не может быть заморожен или захвачен. В то время как с 2014 года любой желающий мог открыть счёт на Ripple, к 2015 году были внедрены процедуры проверки личности. Алгоритм поиска путей Ripple ищет самый быстрый и дешёвый путь между двумя валютами. В случае если пользователь хочет отправить платёж из USD в EUR, это может быть «одношаговый» путь непосредственно из USD в EUR, или он может быть многоходовым путём, возможно, из USD через CAD через XRP в евро. Нахождение пути предназначено для поиска самой дешёвой стоимости конвертации для пользователя. По состоянию на 14 мая 2014 года шлюзы Ripple допускал депозиты в ограниченном количестве валют (USD, EUR, MXN, NZD, GBP, NOK, JPY, CAD, CHF, CNY, AUD), несколько криптовалют (BTC, XRP, LTC, NMC, NXT, PPC, XVN, SLL) и некоторые товары (золото, серебро, платина).

#### Биткойн-мост
Биткойн-мост позволяет пользователям Ripple отправлять платёж в любой валюте непосредственно на биткойн-адрес без необходимости иметь любую из криптовалют или использования дополнительных сервисов обмена, чтобы их приобрести. Bitstamp выступает в качестве шлюза для протокола платежей Ripple.

### Конфиденциальность
Хотя информация о транзакциях в книге общедоступна, информация о платежах — нет. Таким образом, трудно связать транзакции с каким-либо конкретным пользователем системы.

### Маркетмейкеры
Любой пользователь в Ripple может выступать в качестве маркет-мейкера, предоставляя арбитражные услуги, такие как обеспечение рыночной ликвидности, конверсия валюты внутри шлюза, рипплинг и т. д. Маркет-мейкеры также могут быть хедж-фондами или валютными торговыми столами. Согласно веб-сайту Ripple, «удерживая остатки в нескольких валютах и подключаясь к нескольким шлюзам, маркет-мейкеры облегчают платежи между пользователями, где нет прямого доверия, позволяя осуществлять обмен данными между шлюзами». При наличии достаточного числа маркет-мейкеров алгоритм поиска путей создаёт рынок практически без трений и позволяет пользователям плавно оплачивать друг друга через сеть в разных валютах, не допуская нежелательного валютного риска.
Многие такие услуги предлагаются через традиционную платформу предложений купить или продать одну валюту для другой валюты. Биды и аски объединяются в книги заказов, чтобы создать децентрализованный обмен. Пользователи могут совершать сделки с маркет-мейкерами для торговли или конвертации валют. Алгоритм поиска пути Ripple использует эту функциональность, чтобы позволить пользователям отправлять деньги в одной валюте, а получателю — получать их в другой валюте. Например, пользователь может заплатить долларом США, а получатель может выбрать получение денег в иной валюте, включая биткойны и XRP.

### Открытый API
Ripple Labs построили протокол, чтобы быть дружественным к сообществу разработчиков, а в результате появились API для своей платёжной сети, основанный на популярном стандарте REST API. Одним из самых ранних расширений сторонних разработчиков было расширение Ripple для платформы электронной торговли Magento, которое позволяет Magento читать публичный реестр Ripple и создавать счёт-фактуру. Был также вариант оплаты Ripple Wallet, разработанный для розничных ситуаций.

## XRP
XRP — криптовалюта сети Ripple, которая существует только в системе Ripple. В настоящее время 1 XRP подразделяется на миллион единиц, именуемых капли (drop). Изначально было создано 100 миллиардов XRP и больше их создавать не будут. Другие активы в сети Ripple, кроме XRP, являются долговыми инструментами (обязательствами) и существуют в форме «остатков». Пользователям сети Ripple не обязательно использовать XRP. Однако для каждой учётной записи Ripple требуется запас в 10 XRP, что объясняют защитой от спама. В 2019 году агентство Weiss Ratings присвоило криптовалюте наивысшую оценку за теоретическую способность конкурировать со SWIFT.

### Использование XRP в качестве платёжного моста
Одна из специфических функций XRP — это платёжный мост (bridge currency), который может понадобиться, если прямой обмен активами не доступен в определённое время, например, при операциях с двумя редко торгуемыми активами. В сети Ripple XRP свободно продаются за фиатные деньги или криптовалюты. При этом Ripple нацелен на платежи и обменные операции, а не на поддержание XRP как альтернативной валюты. В апреле 2015 года Ripple Labs объявили о том, что в Ripple добавлена новая функция, называемая автоперемычкой (autobridging), с целью облегчения действий маркет-мейкеров для редко торгуемых активов. Эта функция также предназначена для того, чтобы обеспечить больше ликвидности.

### Как средство защиты от спама
Когда пользователь проводит финансовую операцию в неродной валюте, Ripple берёт плату за транзакцию. Цель сборов — защитить сеть от DoS-атак, сделав их слишком дорогими для хакеров. Если бы операции были полностью бесплатны, нападающие могли бы создавать большие объёмы «регистрационного спама» (то есть запросов на создание учётных записей) и «спама транзакций» (то есть пустых запросов на транзакции) в попытке перегрузить сеть. Это может привести к тому, что размер реестра станет неуправляемым и помешает сети быстро обрабатывать законные транзакции. Таким образом, для участия в торговле каждая учётная запись Ripple должна иметь запас 10 XRP, за каждую транзакцию установлена комиссия в размере от 0.00001 XRP. Эта комиссия за транзакции никем не присваивается — списанные XRP уничтожаются и перестают существовать. Комиссия за транзакцию повышается, если пользователь проводит операции с огромной скоростью (несколько тысяч в минуту) и снижается после периода бездействия.

## Восприятие
С момента своего дебюта протокол Ripple получил внимание как в финансовой, так и в массовой прессе. Ripple был упомянут в отраслевых статьях The Nielsen Company, Bank of England Quarterly Bulletin, NACHA и KPMG, со многими статьями, изучающими влияние Ripple на интернационализацию банковской отрасли. В апреле 2015 года American Banker утверждал, что «с точки зрения банков распределенные реестры, такие как система Ripple, имеют ряд преимуществ по сравнению с криптовалютами, такими как биткойны», включая безопасность. Как написал Федеральный резервный банк Бостона, «принятие распределённых сетей, таких как Ripple, может помочь банковской отрасли реализовать более быструю обработку, а также повысить эффективность глобальных платежей и корреспондентских банковских услуг». Кен Керсон сказал в Esquire о Ripple в качестве платёжной сети в 2013 году, что «крупные бренды финансовых услуг должны относиться к Ripple так же, как звукозаписывающие компании относились к Napster». Веб-сайт Dealbook, принадлежащий New York Times, отмечал в 2014 году, что «[Ripple] завоёвывает то, что оказалось труднодостижимым для виртуальных валют: участие мейнстримовых игроков в финансовой системе». В августе 2015 года Ripple получил награду как технологический пионер (Technology Pioneer) от Всемирного экономического форума.

### Сравнение с конкурентами
Время подтверждения транзакции в Ripple составляет четыре секунды, тогда как для эфириума этот показатель превышает две минуты, а для биткойна обычно это более одного часа.
Несмотря на то, что по состоянию на 22 мая 2017 года Ripple занимает третье место по размеру капитализации, по сравнению с биткойном, многие представители прессы описывают Ripple как перспективного соперника биткойн. В конце 2014 года «Bloomberg» назвал биткойн «неудачной» цифровой валютой, после того как котировка упала на 54 процента за один год. Ripple был описан как значительный конкурент, частично из-за его международных денежных переводов в реальном времени. Билл Гейтс поддержал эту перспективу и упомянул систему Ripple, когда его спросили о биткойне в 2014 году, заявив, что «есть много вещей, таких как биткойн, или Ripple, и иные могут сделать, чтобы сделать перемещение между странами проще и опустить комиссионные сборы довольно резко. Но биткойн не будет доминирующей системой». О допуске Ripple для любого держателя электронных ценностей вице-президент Федерального резерва Сент-Луиса и профессор Университета Саймона Фрейзера Дэвид Андольфатто заявил в 2014 году, что «Ripple является валютно-агностическим протоколом. Ripple — это победитель. Он обрабатывает всё». За создание и развитие протокола Ripple (RTXP) и риппловскую сеть оплаты/обмена, Массачусетский технологический институт (MIT) признал Ripple Labs одной из 50 самых умных компаний в выпуске MIT Technology Review за феврале 2014 года.

### Реакции на XRP
Реакция на XRP поляризовала криптовалютное сообщество. Сторонники биткойна критиковали XRP за то, что он был «предварительно добыт», поскольку XRP встроен непосредственно в протокол Ripple и не требует майнинга. Кроме того, распределение со стороны Ripple Labs изначально ограниченного количества XRP встретило немало споров, в частности, удержание 20 % в пользу основателей Ripple рассматривается как высокая плата. Однако в 2013 году Esquire возразила, что «если это уловка, то каждая компания, которая когда-либо становилась публичной, сохраняла за собой основную часть своих акций». Большая часть споров была урегулирована после объявления о том, что учредители Джед МакКалеб и Артур Бритто будут продавать свои XRP по опосредованной ставке в течение нескольких лет, «шаг, который должен добавить стабильности и восстановить доверие к рынку XRP». В свою очередь, Chief Executive Officer Крис Ларсен пожертвовал Ripple Foundation for Financial Innovation 7 млрд XRP на условиях, предусматривающих постепенную выплату этой суммы в данных целях по частям на протяжении длительного времени. В 2016 году из 20 %, первоначально выделенных учредителям, почти половина была пожертвована некоммерческим и благотворительным организациям.

## Заморозка средств
Протокол Ripple позволяет шлюзам замораживать те торговые активы, к которым они предоставили доступ. Например шлюз биржи Bitstamp может заморозить USD того пользователя, которой настроил доверие к шлюзу. Данная возможность была внедрена по требованию регуляторов в ответ на разворот ориентированности на банковский сектор.
Заморозка средств была применена к одному из бывших основателей при попытке продать большое количество XRP. При этом, поскольку XRP функционирует без шлюза, никто не может заморозить XRP, но можно заморозить те активы, на которые XRP обменивают.